# 马三家街道
马三家街道，是中华人民共和国辽宁省沈阳市于洪区下辖的一个乡镇级行政单位。

## 行政区划
马三家街道下辖以下地区：
御北社区、御东社区、永安村、小三家村、古城子村、东甸子村、大房身村、大林村、静安村、范屯村、曹台村、岔路村、边台村、皮台村、马三家村和三十家村。

## 参看
- 马三家女子劳教所